# Bayantsagaan (distrikt i Mongoliet, Bajanchongor)
Bayantsagaan (mongoliska: Баянцагаан Сум, Баянцагаан, Bayantsagaan Sum) är ett distrikt i Mongoliet.   Det ligger i provinsen Bajanchongor, i den centrala delen av landet, 700 km sydväst om huvudstaden Ulaanbaatar.